# Liste des épisodes de Power Rangers : Force mystique
 (janvier 2014).
Si vous disposez d'ouvrages ou d'articles de référence ou si vous connaissez des sites web de qualité traitant du thème abordé ici, merci de compléter l'article en donnant les références utiles à sa vérifiabilité et en les liant à la section « Notes et références ».
Cet article présente le guide des épisodes de la quatorzième saison de la série télévisée américaine Power Rangers, Power Rangers : Force mystique (2006).

## Épisode 01:Le sort brisé Partie 1
- N° de production : 573
- Titre original : Broken Spell, Part I
- Résumé : Quelques années après la Grande Bataille dans le Monde de la Magie, le Mal refait surface et la fée Udonna doit alors trouver un moyen de les arrêter...

## Épisode 02:Le sort brisé Partie 2
- N° de production : 574
- Titre original : Broken Spell, Part II
- Résumé : Koragg, Le chevalier loup s'attaque à Udonna et lui vole son sceptre magique. Udonna sans pouvoir décide quand même de former Chip, Xander, Madison et Vida quant à Nick il a décidé de partir...

## Épisode 03:Codes secrets
- N° de production : 575
- Titre original : Code Busters
- Résumé : Chip et Vida tentent de relâcher tous leurs pouvoirs du Xenotome en faisant des petits jobs soi-disant héroïques. Pendant ce temps, les autres Rangers sont capturés par Necrolai. Chip et Vida vont devoir faire face à un terrible monstre pour libérer leurs amis...

## Épisode 04:Solide comme un roc
- N° de production : 576
- Titre original : Rock Solid
- Résumé : Lorsqu'un monstre commence à transformer tout le monde en pierre, les Rangers doivent trouver le moyen de l'arrêter. Après que Nick lui ait reproché d'être trop timide, Madison part du magasin pour réfléchir mais elle est se fait transformer en statue de pierre par un monstre...

## Épisode 05:Les voix mystérieuses
- N° de production : 577
- Titre original : Whispering Lies
- Résumé : Koragg utilise le Sceptre de Glace d'Udonna pour murmurer des mensonges aux oreilles de Nick afin qu'il doute de ses amis. De plus, Leelee convainc Xander que Nick a volé 1000 dollars dans la caisse. Sans l'appui de ses amis, Nick va devoir affronter seul Koragg qui est déterminé à l'anéantir...

## Épisode 06:Le légendaire Catastros
- N° de production : 578
- Titre original : Legendary Catastros
- Résumé : Après avoir interrompu le sort de Koragg, Nick se retrouve projeter dans la dimension de Catastros. Là-bas, il va devoir affronter sa peur de l'ancien destrier...

## Épisode 07:Le trésor antique
- N° de production : 579
- Titre original : Fire Heart
- Résumé : Les Rangers doivent partir pour la Forêt Cimmarienne, afin de trouver le secret du Cœur de feu. Pour pouvoir réussir cette mission, ils vont devoir apprendre à travailler ensemble comme une vraie équipe...

## Épisode 08:Histoire de vampires Partie 1
- N° de production : 580
- Titre original : Stranger Within, Part I
- Résumé : Lorsque Vida va écouter un nouveau D.J. en ville, elle se retrouve victime de celui-ci car il s'agit en fait d'un monstre. Elle et d'autres adolescents de la ville deviennent des vampires...

## Épisode 09:Histoire de vampires Partie 2
- N° de production : 581
- Titre original : Stranger Within, Part II
- Résumé : Après avoir vaincu le monstre qui transforme des personnes en vampires, les Rangers croit que tout est fini pourtant, Vida est toujours transformé en vampire, les Rangers comprennent que la Ranger Rose est sous les ordres de Necrolai...

## Épisode 10:La mutation de Xander
- N° de production : 582
- Titre original : Petrified Xander
- Résumé : Lorsque Xander utilise une potion qui embellit pour plantes, il n'obtient pas vraiment les résultats escomptés, en effet il se métamorphose en son symbole mystique qui est l'arbre...

## Épisode 11:La fin de Morticon Partie 1
- N° de production : 583
- Titre original : The Gatekeeper, Part I
- Résumé : Necrolai attaque les Rangers et est sur le point de les anéantir tandis que Koragg a capturé Udonna. Il ne reste que Clare pour sauver les Rangers. Clare qui a appris quelque chose à son sujet: c'est elle l'héritière des pouvoirs de la gardienne de la porte...

## Épisode 12:La fin de Morticon Partie 2
- N° de production : 584
- Titre original : The Gatekeeper, Part II
- Résumé : Morticon est sorti de la porte et Clare s'est fait kidnapper, Nick doit libérer Udonna et Claire pendant que les autres Rangers combattent Morticon, commencent alors un duel entre Koragg et Nick ainsi que Morticon contre les autres Rangers...

## Épisode 13:Jenji
- N° de production : 585
- Titre original : Scaredy Cat
- Résumé : Necrolai parvient à faire en sorte que les Rangers brisent un champ de force d'une cave magique. À l'intérieur de celle-ci, se trouvent une lampe magique et une momie qu'elle convoite...

## Épisode 14:Le chevalier Solaris
- N° de production : 586
- Titre original : Long Ago
- Résumé : Calindor, un ancien ami d'Udonna, revient dans le Monde de la Magie et convainc tout le monde qu'il peut être utile, mais personne ne connaît réellement son passé depuis la Grande Bataille...

## Épisode 15:Force intérieure
- N° de production : 587
- Titre original : Inner Strength
- Résumé : Daggeron est devenu le professeur des Rangers, mais Xander ne s'intéresse pas à ses cours et ne les pratique pas. Daggeron décide alors de les envoyer à Shalifar pour montrer au Green Ranger le sens de l'expression "Force intérieure"...

## Épisode 16:Voleur d'âmes
- N° de production : 588
- Titre original : Soul Specter
- Résumé : Koragg décide d'attaquer Daggeron, le chevalier solaris pendant que les autres Rangers Mystique doivent affronter Gnatu qui vole la force vitale des gens de la ville des Rangers Mystiques...

## Épisode 17:Le coup de folie de Jenji
- N° de production : 589
- Titre original : Ranger Down
- Résumé : Jenji devient jaloux de Cœur de feu, le dernier dragon chouchouter par les rangers, c'est pourquoi il l'emmène vivre dans la forêt. Mais lorsqu'il revient le voir, Cœur de feu a disparu...

## Épisode 18:La victoire des ténèbres Partie 1
- N° de production : 590
- Titre original : Dark Wish, Part I
- Résumé : Lorsque Jenji tombe dans les mains des Forces du Mal, Imperious souhaite que les Rangers n'aient jamais existé. Les cinq adolescents vont devoir trouver le moyen de remettre les choses comme elles étaient dans un nouveau monde dirigé par le Mal...

## Épisode 19:La victoire des ténèbres Partie 2
- N° de production : 591
- Titre original : Dark Wish, Part II
- Résumé : Les ténèbres dirige à présent la ville des Rangers qui n'existe plus tandis que les Rangers doivent entrer dans le tribunal des magiciens grâce à une aide surprenante : Koragg...

## Épisode 20:La victoire des ténèbres Partie 3
- N° de production : 592
- Titre original : Dark Wish, Part III
- Résumé : Le tribunal des magiciens à refuser d'aider les Rangers mais suivent leur aventure et en voyant qu'il assume les responsabilités, ils leur donne des pouvoirs supplémentaires permettant de battre les monstres d'Impérious...

## Épisode 21:Le procès de Koragg
- N° de production : 593
- Titre original : Koragg's Trial
- Résumé : Imperious décide de faire le jugement de Koragg pour tous ses différents échecs. Si jamais, il est jugé coupable, il perdra tous ses pouvoirs magiques, mais c'est au Maître de décider...

## Épisode 22:L'héritière Partie 1
- N° de production : 594
- Titre original : Heir Apparent, Part I
- Résumé : Udonna et Daggeron décident de raconter toute l'histoire de la Grande Bataille et de la disparition de Leanbow aux Rangers. Daggeron et Jenji sont capturés par Imperious, tandis que les Rangers se font battres et capturés dans l'Outre-Monde...

## Épisode 23:L'héritière Partie 2
- N° de production : 595
- Titre original : Heir Apparent, Part II
- Résumé : Leanbow a survécu à la grande bataille, il y a 19 ans et raconte comment est il devenu Koragg. Udonna épuiser se reposa et découvre que Nick n'est autre que son enfant Bowen...

## Épisode 24:La lumière
- N° de production : 596
- Titre original : The Light
- Résumé : Lorsqu'une équipe de monstres surnommés Les Dix Terreurs décident d'entrer en action, les Rangers doivent prendre leur courage à deux mains pour affronter leurs plus grandes peurs...

## Épisode 25:Le chasseur
- N° de production : 597
- Titre original : The Hunter
- Résumé : Lorsqu'Oculous est choisi par la Pierre du Jugement, il parvient à évincer tous les Rangers sauf Nick. À lui de trouver la force nécessaire d'éliminer ce nouvel ennemi et de libérer les autres Rangers...

## Épisode 26:La dispute
- N° de production : 598
- Titre original : Hard Heads
- Résumé : Pendant qu'Udonna et Claire continuent leur quête, Vida et Nick ont une violente dispute qui risque de compromettre leur rôle au sein de l'équipe des Rangers Mystiques ainsi qu'au travaille...

## Épisode 27:Le prince des neiges
- N° de production : 599
- Titre original : Snow Prince
- Résumé : Le célèbre Prince des Neiges rend visite aux Rangers pour obliger Daggeron à apprendre une leçon importante en étant, pour une fois, l'élève de Nick, le Ranger Mystique Rouge...

## Épisode 28:La source de la lumière Partie 1
- N° de production : 600
- Titre original : Light Source, Part I
- Résumé : Udonna a été capturé et Claire part à sa recherche avec de l'aide inattendu : Phinéas & Leelee. Les Rangers doivent battre le monstre qui a enlevé Udonna dans une autre dimension...

## Épisode 29:La source de la lumière Partie 2
- N° de production : 601
- Titre original : Light Source, Part II
- Résumé : Les Rangers doivent combattre Hekatoid dans sa propre dimension dans l'espoir de libérer Udonna. Pendant ce temps, le Chevalier Solaris tente d'empêcher les bébés grenouilles du monstre d'anéantir la planète...

## Épisode 30:Le retour du maître
- N° de production : 602
- Titre original : The Return
- Résumé : Alors que Toby découvre la véritable identité de ses employés et qu'Udonna part à la recherche de Leanbow, le Maître est de retour. Il a besoin du corps d'une des Terreurs restantes pour revenir dans le monde des vivants...

## Épisode 31:Le destin des Rangers mystiques Partie 1
- N° de production : 603
- Titre original : Mystic Fate, Part I
- Résumé : Leanbow est revenu et il entraîne Nick afin qu'il parvient à maîtriser son pouvoir mystique. Mais tout va mal lorsque le Master transforme Nick en Koragg; après une violente bagarre contre Leanbow, Nick réussi à se libérer du pouvoir du maître. Pendant ce temps Toby explique à Phineas qu'il ne peut plus rester en tant qu'employer à cause de son apparence qui effraie les clients. Phineas triste décide d’obéir. Dans le repaire des Rangers, le Snow Prince apparait subitement en leur annonçant une très mauvaise nouvelle: le Master a tué la Mère Mystique !...

## Épisode 32:Le destin des Rangers mystiques Partie 2
- N° de production : 604
- Titre original : Mystic Fate, Part II
- Résumé : Udonna a été capturée et Daggeron et Leanbow ont été tués. Il ne reste plus aucun espoir pour les Mystic Rangers. Comment les Rangers vont-ils pouvoir sauver le Monde de la Surface et le Monde de la Magie de la menace du Master? Ils se transformèrent vite en rangers légendaires mais le Master détruit leur Megazord et absorbe leur pouvoirs. Nick décida de combattre seul grâce au peu de magie qu'il lui reste et parvient à détruire son armure et à libérer toute la bonne magie absorbée par le Master. Claire et le Snow Prince apparurent. Claire apprend à la mauvaise surprise du maitre que la Mère Mystique est toujours en vie. Udonna, Necrolai, Leelee et Itassis apparurent à leur tour. Ce dernier informe le maitre de la mort de Sculpin et le détruit. Necrolai ressuscite Daggeron et Leanbow et en récompense de cet acte elle devient humaine mais soudain le maitre réapparut. Les Rangers ayant perdu leur pouvoirs ne baissent pas pour autant les bras grâce aux habitants de la forêt et les humains. Ils récupèrent la magie nécessaire pour livrer leur dernier combat...